# 牡鹿氏縄
牡鹿 氏縄（おしか の うじなわ）は、日本の陸奥国胆沢城で843年に軍団の主帳を勤めていた人物。カバネはおそらく連。生没年は不明。

## 解説
陸奥国北辺で鎮守府が置かれた胆沢城は、現在の岩手県にある。その城跡から出土した漆紙文書に、伴部広根と宗何部刀良麿という2人の健士の射手が疫病で伏せって勤務できないという内容の、承和10年（843年）2月26日付の報告が書かれていた。
差出人は「□帳牡鹿□氏縄」で、□ははっきりしないが、初めのものは「主」、次は「連」と読めそうであった。牡鹿氏は、道嶋氏を輩出した牡鹿郡の豪族である。牡鹿郡に近い軍団は小田郡の小田団であるから、氏縄は小田団の主帳の可能性が高い。
弘仁6年（815年）8月23日に出された太政官符は、胆沢城、玉造塞（玉造柵）、多賀城に守備兵を置くよう指示していた。兵力は、胆沢城に兵士400人と健士300人、玉造塞に兵士100人と健士200人、多賀城に兵士だけ500人である。このとき陸奥国にあった6軍団はみな現在の宮城県と福島県にあり、小田団は玉造団とともに北辺の軍団であった。小田団から胆沢城に守備兵が派遣されたのは地理的関係からいって合理的と言える。また、健士はこの太政官符で作られた新しい兵力で、過去に勲位を得た古参兵を租税免除の条件で勤務させるものであった。氏縄の木簡は弘仁6年の防衛体制の実証となり、また健士が軍団のもとで勤務していたことの証拠でもある。